# John William Waterhouse
John William Waterhouse, född 6 april 1849 i Rom, död 10 februari 1917 i London, var en brittisk målare, prerafaelit. Han är mest känd för sina målningar av kvinnor från mytologin och litteraturen.
Han föddes i Rom av William och Isabella Waterhouse, men när han var fem flyttade familjen till South Kensington i London. Han studerade konst med hjälp av sin far tills han 1870 började på Royal Academy of Arts. 1883 gifte han sig med konstnären Esther Kenworthy. De fick två barn, vilka dock båda dog tidigt. Hans grav finns på Kensal Green Cemetery i London och kan ses av allmänheten.
De tidiga arbetena hade ofta klassiska teman. 1874 ställde han ut Sleep and His Half-Brother Death på Royal Academys sommarutställning, och den blev mycket väl mottagen.

## Urval av målningar

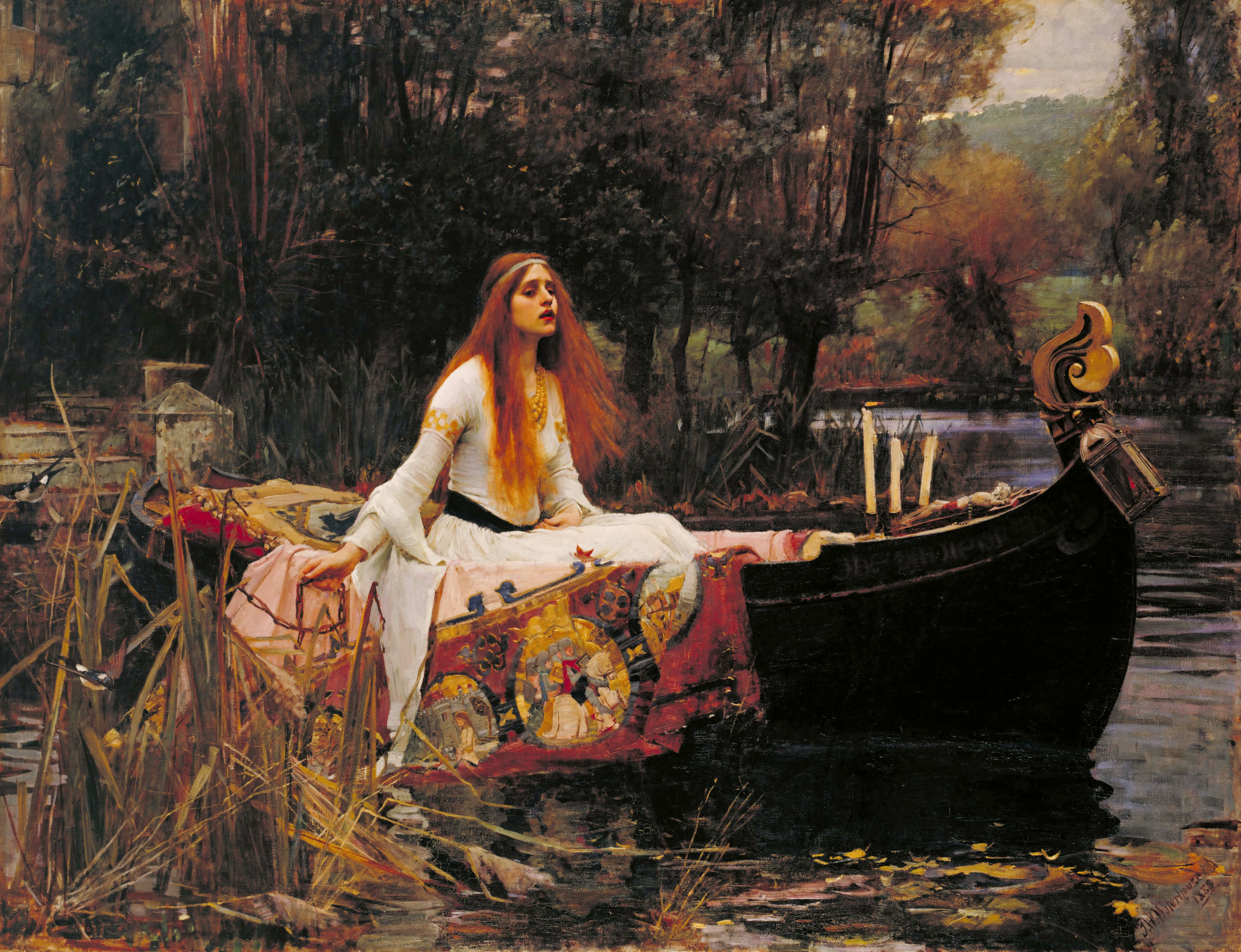
Jungfrun av Shalott (1888)
Odysseus och sirenerna (1891)
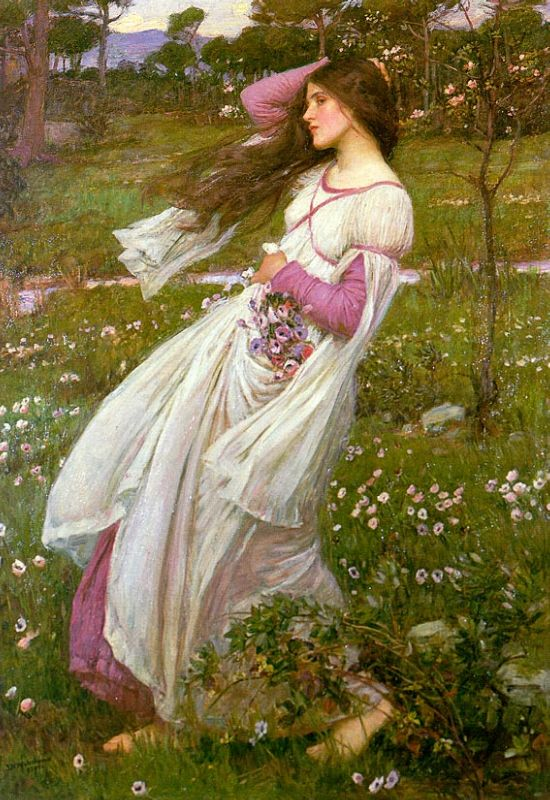
Windswept (1902)
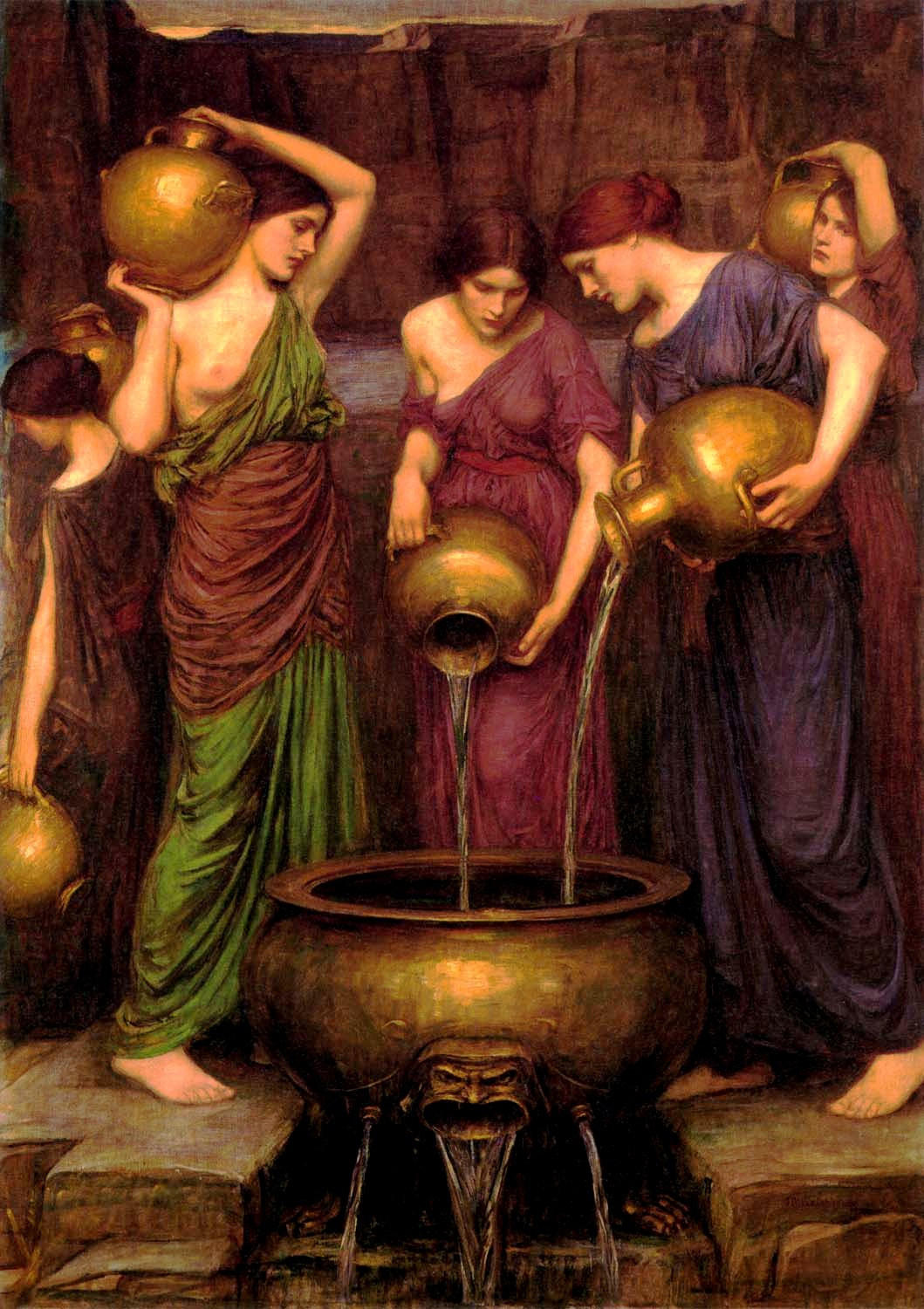
Daniaderna (1903)
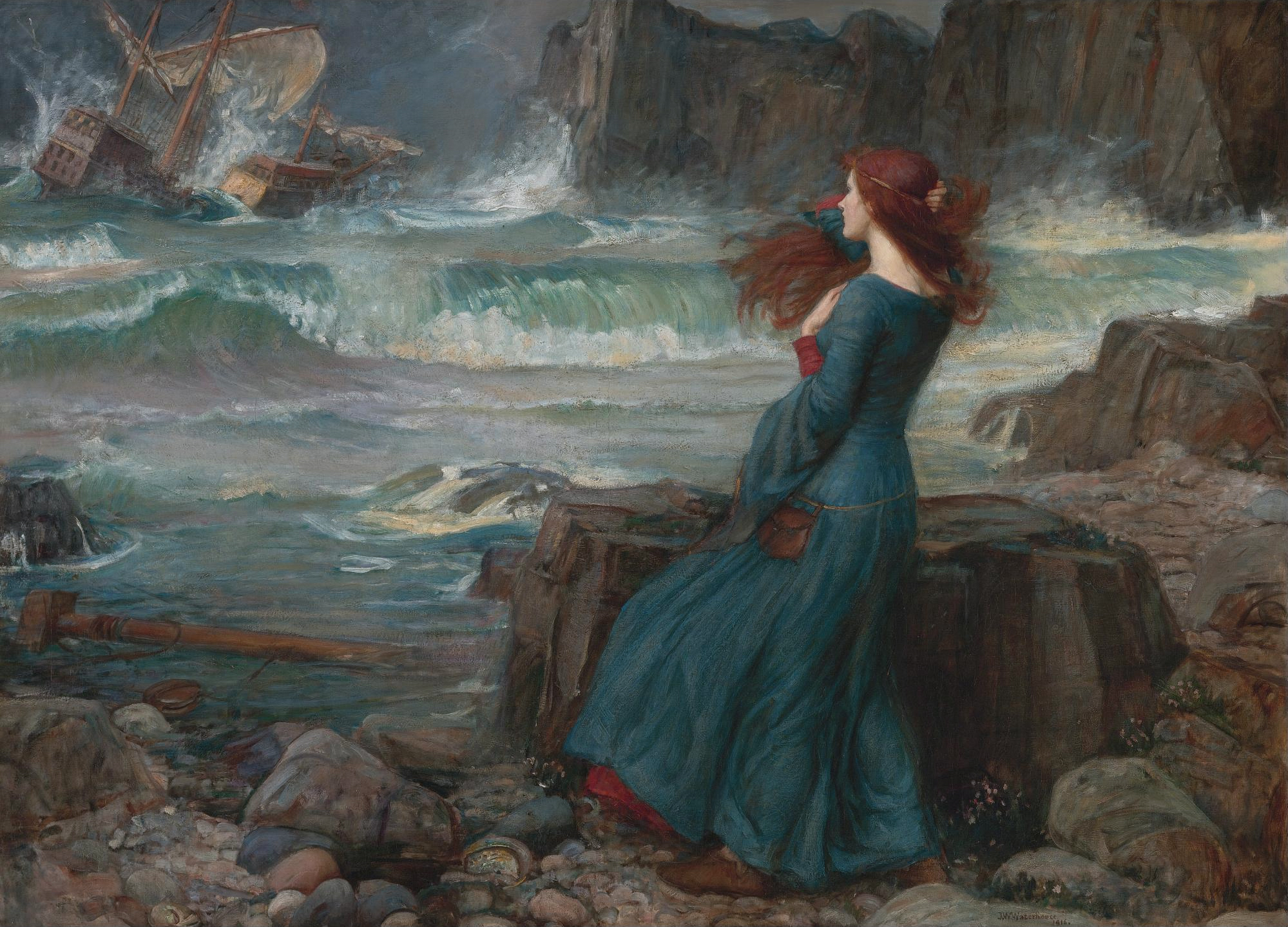
Miranda – The Tempest (1916)